# Кевин Пина
Кевин Ленини Гонсалвеш Перейра де Пина (на португалски: Kevin Lenini Gonçalves Pereira de Pina) е футболист на Кабо Верде, играещ като полузащитник за руския Краснодар и националния отбор на Кабо Верде. Участник в Купата на африканските нации 2023, където вкарва третия гол за отбора си срещу Мозамбик при победата с 3:0 в групите.